# Omar Catarí
Omar Catarí Peraza (* 25. April 1964 in Barquisimeto, Lara) ist ein ehemaliger venezolanischer Boxer.
Bei den Olympischen Sommerspielen 1984 gewann Catarí nach Siegen über Azzedine Said, Algerien (RSC 2.), Satoru Higashi, Japan (4:1), und Park Hyung Ok, Südkorea (4:1), und einer Halbfinalniederlage gegen den späteren Olympiasieger Meldrick Taylor, USA (5:0), die Bronzemedaille im Federgewicht (-57 kg). Weitere Erfolge waren der Gewinn der Goldmedaille bei den Südamerikanischen Meisterschaften 1983, eine Bronzemedaille bei den Zentralamerika- und Karibikspielen 1983 hinter Julio González, Kuba, und Jose Ramos, Dominikanische Republik, und der Gewinn der Zentralamerika- und Karibikmeisterschaften 1987.
Nach einer weiteren aber erfolglosen Teilnahme bei den Olympischen Spielen 1988 wurde Catarí 1989 Profi. Bis 1991 bestritt er 12 Kämpfe, von denen er zehn gewann (2 K. o.) und verlor zwei. Noch im selben Jahr schlug er überraschend den hochgewerteten Marcos Guevara nach Punkten. Im Jahr darauf bekam er überraschend die Möglichkeit auf einen WM-Kampf. In Inglewood unterlag er nach guter Leistung dem amtierenden Weltmeister im Leichtgewicht nach Version der WBA Genaro Hernandez mit 115:112, 116:111 und 116:112. Im selben Jahr verlor er noch einen weiteren Kampf gegen den Veteranen Jorge Ramirez aus Mexiko durch K. o. in der sechsten Runde und beendete danach seine Karriere.